# حصن زيد (ذمار)

تعديل مصدري - تعديل

حصن زيد هي إحدى قرى عزلة منقذة بمديرية مدينة ذمار التابعة لمحافظة ذمار، بلغ تعداد سكانها 452 نسمة حسب تعداد اليمن لعام 2004.